# 매드 맥스: 분노의 도로
《매드 맥스: 분노의 도로》(영어: Mad Max: Fury Road)는 2015년에 공개된 오스트레일리아와 미국의 합작 영화이다. 조지 밀러 감독의 매드 맥스 시리즈의 네 번째 작품이자 전작의 시리즈 3편 이후 밀러 감독이 다시 메가폰을 잡고 30년만에 '분노의 도로'라는 부제를 달고 돌아왔다. 톰 하디는 이전 시리즈에서 멜 깁슨이 연기한 맥스 로카탄스키 역할에 캐스팅되었고, 샤를리즈 테론, 니콜라스 홀트, 그리고 휴 키스번 등이 출연했다.
이 영화는 세계가 종말을 맞이한 22세기를 배경으로 아내와 딸을 잃고 살아남기 위해 사막을 떠돌다가 임모탄의 부하들에게 납치되어 노예로 끌려간 피주머니' 노예 '맥스'(톰 하디)가 생존의 열쇠를 쥔 임모탄의 여인들을 탈취해 분노의 도로로 폭주하는 사령관 '퓨리오사'(샤를리즈 테론) 일행들과 우연히 만나게 되면서 살아남은 인류를 지배하고 얼마 남지 않은 물과 기름을 차지한 독재자 '임모탄 조'(휴 키스번)의 일당들과 맞서는 이야기를 담았다. 2015년 5월 7일 TCL 차이니즈 극장에서 첫 상영 되었다. 제68회 칸 국제 영화제 비경쟁부문에 초청 되어 2015년 5월 14일에 프랑스 칸 뤼미에르 극장에서 상영 되었다. 비평가들은 연기, 각본, 액션 시퀀스, 스턴트, 그리고 방향에 대한 영화에 극찬을 보냈다.

## 줄거리
핵전쟁으로 멸망한 22세기, 전세계는 사막으로 둘러 쌓인 황무지가 되었고 문명은 파괴된다. 생존자인 맥스 로카탄스키는 독재자 임모탄 조의 군대인 워보이들에게 쫓기다 붙잡혀 노예로 끌려간다. 붙잡힌 맥스는 임모탄이 물을 독점하고 사람들을 지배하는 그의 왕국, 시타델(Citadel)로 끌려가 RH- O형의 귀중한 피 공급원으로 감금이 되고 눅스라는 이름을 가진 병을 앓고 있는 워보이의 “피 주머니” 역할을 한다. 반면, 임모탄이 이끄는 군대의 사령관 퓨리오사는 기름과 탄약을 받아올 것을 명령받아 무장트럭인 “War Rig(전투 트럭)”을 몰고 출발한다. 그러나 퓨리오사가 루트에서 벗어나 동쪽으로 차를 몰기 시작하는 돌발행동을 벌이고, 그 모습을 본 임모탄은 그제서야 다섯명의 아내들이 사라졌음을 깨닫는다. 임모탄은 자신의 군대 전체뿐만 아니라 가스타운(Gas Town)과 무기농장(the Bullet Farme)의 지원군까지 요청하여 퓨리오사의 뒤를 쫓는다.
눅스는 심각한 병을 앓고 있음에도 불구하고 추적에 합류하기 위해 피 주머니인 맥스를 차에 묶어 피를 공급받으며 추적에 참가한다. 퓨리오사가 모는 전투 트럭과 임모탄의 군대 사이에서 전투가 뒤따르고, 퓨리오사는 추적자들을 따돌리기 위해 거대한 모래 폭풍 속으로 차를 몰고 간다. 뒤를 쫓던 눅스는 자폭 공격으로 트럭을 파괴하려 했지만 맥스의 제지로 실패한다. 결국 모래 폭풍에 휘말린 맥스와 눅스는 모래 폭풍이 지난 뒤 먼저 깨어난 맥스가 탈출에 성공하지만 여전히 눅스와 수갑으로 팔이 연결된 채였다. 수갑을 끊지 못하고 눅스가 몰고 왔던 차도 부서지자 맥스는 눅스를 업은 채 멀리 보이는 퓨리오사의 트럭으로 향한다. 트럭으로 다가간 맥스는 트럭을 수리하고 있는 퓨리오사와 임모탄의 다섯 아내, 케이퍼블(Capable), 치도(Cheedo), 토스트(Toast), 대그(the Dag), 스플렌디드(Splendid)를 발견한다. 우여곡절 끝에 맥스는 수갑도 풀고 트럭을 탈취하지만 퓨리오사가 트럭에 미리 설치해 놓은 도난 방지 장치에 의해 그마저도 실패하게 된다. 설상가상으로 추격대가 따라붙자 맥스는 결국 마지못해 퓨리오사 일행과 동행하는 것에 동의한다. 그리고 남겨진 눅스는 뒤따라오던 임모탄의 다른 군대들에게 발견된다.
퓨리오사 일행은 록 라이더(Rock Rider)들이 점령하고 있는 협곡으로 들어선다. 퓨리오사와 록 라이더 사이에는 전투 트럭 뒤에 매달고 온 3천 갤런의 기름 탱크를 넘겨주는 대신 협곡을 통과하는 통로의 바위를 무너뜨려 임모탄을 막아주기로 미리 거래가 되어있었다. 록 라이더들은 약속과는 달리 추격대의 규모가 커 불만을 터뜨리며 바위를 무너뜨려 협곡을 막기는 하지만 거래를 망친 것에 분노하며 전투 트럭을 쫓게 된다. 임모탄은 무너진 바위들 위를 넘어 다시 전투트럭을 추격하고 맥스와 퓨리오사는 록 라이더들과 임모탄의 추격자들에 맞서 싸운다. 이 때 눅스는 임모탄과 함께 추격하다 전투 트럭에 올라타는 데에 성공하나 임모탄으로부터 하사받은 리볼버를 놓치게 되고 임모탄으로부터도 버려진다. 퓨리오사 일행은 이들의 추격을 따돌리는 데 성공하지만, 끊임없이 쏟아지는 공격 속에 스플렌디드는 맥스를 지키려다 트럭과 바위의 충돌로 트럭에서 떨어지고 뒤따라오던 임모탄의 차에 치여 죽고 만다.
퓨리오사는 맥스에게 자신들은 지금 그녀가 어린 시절에 기억하는 이상적 공간이자 자신의고향인 녹색의 땅으로 가고있다고 설명한다. 케이퍼블은 트럭에 숨어 자신의 실패에 자책하던 눅스를 발견하고 그를 위로한다. 그날 밤, 퓨리오사 일행의 트럭이 질척거리는 늪지대에 빠져 발이 묶이게된다. 임모탄의 군대도 동시에 말이 묶이게 되나 무기 농부의 차량은 트럭을 계속해서 쫓아온다. 이에 퓨리오사는 이들을 상대하며 그녀의 저격에 무기 농부는 양 눈을 잃게되고 맥스는 그들을 마저 상대하기 위해 어둠속에 홀로 걸어 들어간다. 그가 다시 돌아왔을 때, 그는 무기들과 탄약 등 필요한 물품들을 가지고 돌아온다. 한편 눅스는 맥스를 도와 트럭이 늪에서 벗어날 수 있도록 돕고 퓨리오사 일행은 임모탄으로부터 도망치는 데 성공한다.
그들은 밤새 늪지대와 사막을 달리다 다음날 도움을 요청하는 어느 나체의 여성과 마주친다. 맥스는 함정을 의심하지만 퓨리오사는 자신이 기억하고 있는 풍경 속에서 그 여성에게 다가가 자신의 소속과 목적을 밝히고 자신의 고향 사람들과 재회한다. 퓨리오사는 그들에게서 자신들이 지나온, 사람 한명 살 수 없는 그 늪지대가 자신이 가고자 했던 녹색의 땅이었다는 진실을 듣고 충격에 받는다. 무슨 이유에서인지 물이 오염되어 사람들이 떠나고 버려졌다는 것. 이후 일행들은 전투 트럭에 싣고 온 기름으로 오토바이를 채운 뒤 시타델 반대에 있는 소금사막을 횡단하여 새로운 정착지를 찾고자 하고 맥스는 홀로 갈 길을 떠나지만 자신이 구하지 못했던 어린아이의 환상을 본 뒤 다시 방향을 돌려 일행들과 합류한다. 그리고 식물을 재배할 수 있을 정도로 물이 풍부한 시타델이 임모탄의 군대 대부분이 추격에 나서 무방비하니 그곳으로 돌아가자고 설득한다.
이에 퓨리오사 일행은 다시 전투 트럭을 타고 시타텔로 향한다. 그러나 임모탄의 군대에 공격으로 퓨리오사의 고향사람들이 죽고, 퓨리오사는 워보이의 칼에 찔리고 만다. 임모탄은 그의 아내인 토스트를 붙잡지만 그녀는 퓨리오사가 임모탄을 죽일 수 있도록 임모탄을 방해하고 그는 결국 얼굴이 찢겨 사망한다. 눅스는 다른사람들이 성공적으로 임모탄의 차에 옮겨탄 뒤 나머지 잔당을 막기 위해 파손된 전투 트럭을 계곡의 통로에 들이받아 목숨을 바쳐 협곡을 막는다. 그러나 칼에 찔려 심각한 상처를 입은 퓨리오사는 죽어가게 되는데, 맥스는 퓨리오사를 살리기 위해 그녀에게 수혈을 해주며 자신의 진짜 이름을 알려준다.
시타델에서 도착한 그들은 사람들 앞에 임모탄의 시체를 보여주며 임모탄이 죽었음을 알린다. 사람들은 임모탄의 시체를 보고 매우 기뻐하며 퓨리오사와 일행들은 사람들과 남아있는 워보이들에게 환영받는다. 맥스는 퓨리오사와 눈빛을 나누고 인파 속으로 사라진다.

## 캐스팅

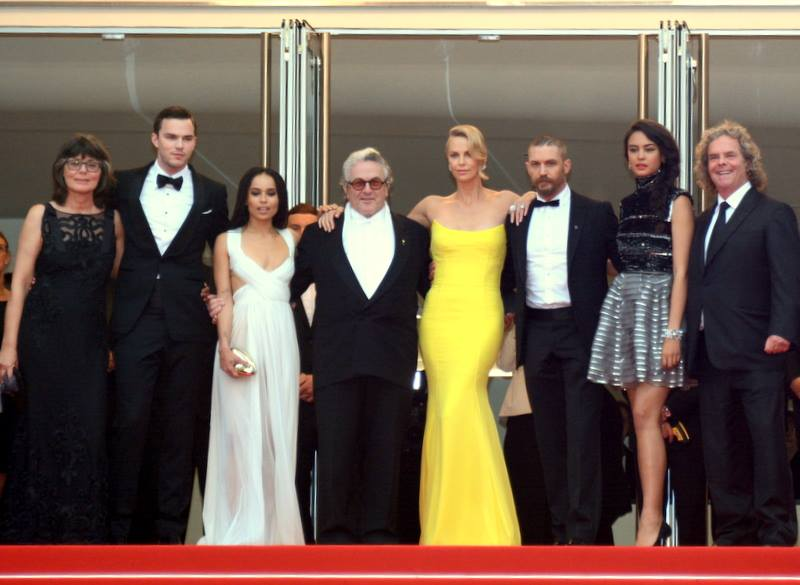
2015년 제68회 칸 국제 영화제에 영화 《매드 맥스: 분노의 도로》에 참석한 참석한 밀러 감독과 출연 배우들.

- 톰 하디 - 맥스 로카탄스키 역
- 샤를리즈 테론 - 퓨리오사 역
- 니콜라스 홀트 - 눅스 역
- 휴 키스번 - 이모탄 조 역
- 로지 헌팅턴화이틀리 - 스플렌디드 역
- 라일리 키오 - 케이퍼블 역
- 조이 크래비츠 - 토스트 역
- 애비 리 - 대그 역
- 코트니 이턴 - 치도 역
- 메건 게일 - 발키리 역
- 조시 헬먼 - 슬릿 역
- 네이선 존스 - 릭투스 역
- 존 하워드 - 사람을 먹는 이 역
- 리처드 카터 - 불렛 파머 역
- iOTA - 두프 워리어 역
- 앵거스 샘프슨 - 기디 역
- 제니퍼 헤이건 - 미스 기디 역
- 멀리사 재퍼 - 씨 지킴이 역
- 질리언 존스 - 부블리니 전사 역
- 조이 스미더스 - 부블리니 전사 역

## 제작

### 배경

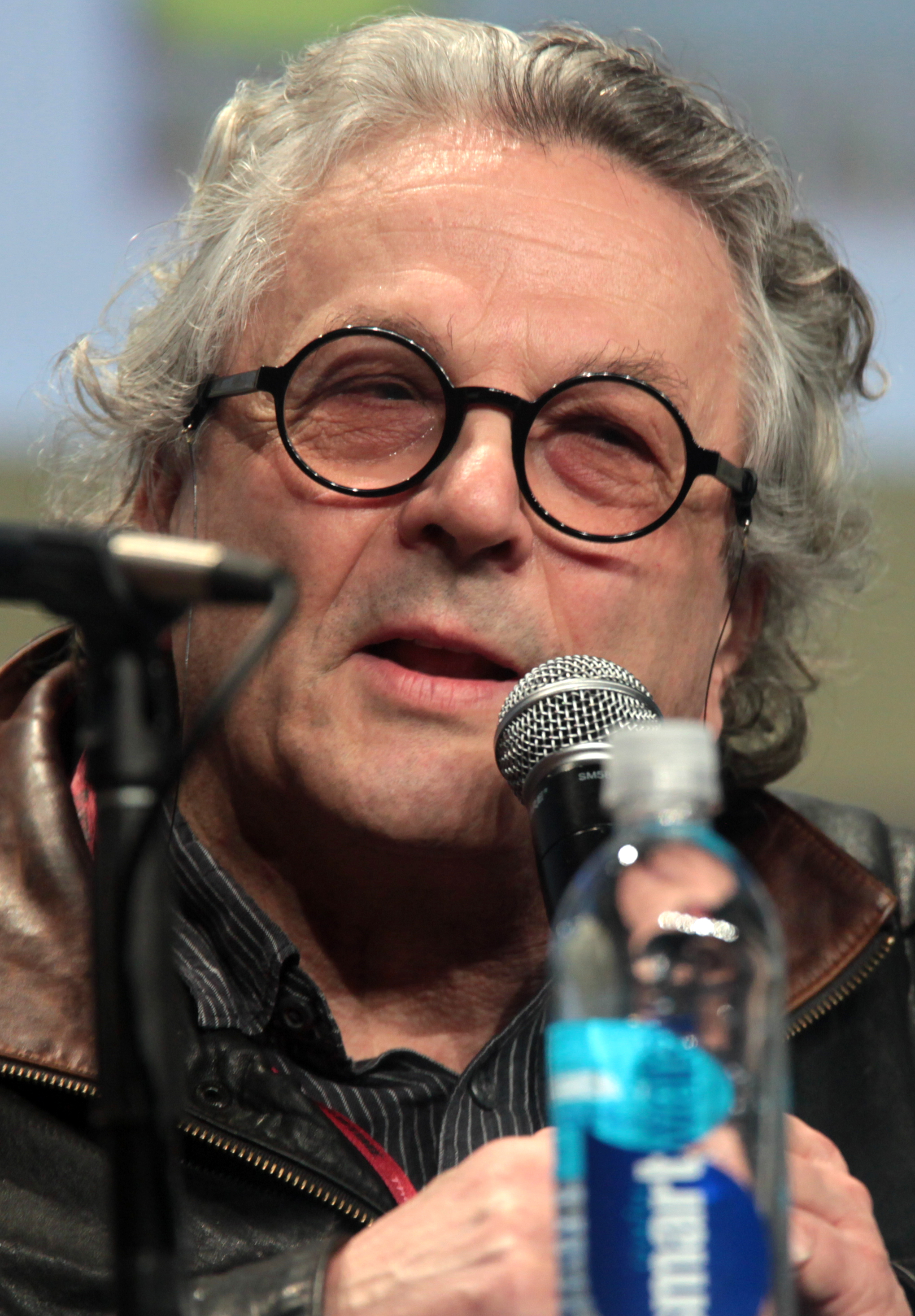
감독 조지 밀러는 2003년 네 번째 영화의 각본이 완성되었으며 사전 제작이 초기 단계에 있음을 발표했다.

매드 맥스의 4번째 시리즈는 수년 동안 제작에 난항을 겪었다. 1998년 8월 조지 밀러는 로스앤젤레스에서 어느 교차로를 걷다 문득 매드 맥스의 4번째 시리즈에 대한 아이디어를 떠올린다. 1년 후, 로스앤젤레스에서 오스트레일리아까지 여행하던 중, 작은 아이디어들은 곧 커다란 하나를 이루었다. 밀러는 폭력적인 약탈자들이 기름이나 어떠한 물질적인 것 때문이 아닌 인류를 위해 싸우는 이야기를 상상했다. 영화는 2001년 20세기 폭스사를 통해 촬영이 시작됐지만 같은 해 911테러의 발생으로 인해 연기되었다. 이전의 세 개의 시리즈에서 주연을 맡았던 멜 깁슨은 이번에도 주연 캐릭터를 맡기로 되어있었다. 그러나 밀러는 깁슨을 둘러싼 논란들과 더 젊은 맥스를 원했기 때문에 주연을 다시 캐스팅하기로 한다. 2003년, 밀러는 네 번째 시리즈를 위한 스크립트를 썼고 제작 초기단계에 접어들었다고 밝혔다. 2003년 5월 프로젝트가 오스트레일리아에서 1억 달러의 제작비용을 받아 제작에 청신호를 보였지만, 미국과 다른 국가들이 나미비아로의 여행과 운송 규제를 강화하면서 안전상의 문제로 중단된다. 또한 이라크 전쟁의 발발로 정치적으로 민감한 영화로 여겨져 매드 맥스4는 중단된다. 이후 깁슨이 맥스 역으로 다시 캐스팅되지만 그는 제작이 취소되자 이내 흥미를 잃어버린다.
2006년 11월, 밀러는 깁슨 없이 새로운 매드 맥스를 제작하고자 한다고 밝혔다. 영화의 시나리오는 만화 작가 브렌던 매카시(Brendan McCarthy)와 함께 썼는데 그는 시나리오뿐만 아니라 많은 등장인물들과 영화 속에 등장하는 차량들도 디자인했다. 2007년에 밀러는 매드 맥스의 새로운 이야기에 대한 의사를 재차 밝혔다. 그러나 그는 깁슨이 본인의 나이 때문에 영화에 대한 흥미를 잃었을 것이라고 말했다. 소문에 의하면 배우 히스 레저가 2008년에 사망하기 전에 주연배우로 거론된 적도 있다고 한다. 2009년 3월 6일, 준성인등급의 3D로 영화가 제작 준비단계에 들어갔다고 알려졌다. 깁슨은 결국 영화에 참여하지 않으며 밀러는 이전 시리즈와는 “다른 방향”과 시리즈의 “부흥”을 기대하고 있다고 했다.
2009년 5월 18일, 매드 맥스4의 촬영 장소 섭외가 진행중에 있다고 보도됐다. 3D 촬영 가능성에 대한 답사 후, 밀러는 3D촬영 대신 실사액션촬영을 하기로 결정한다. 2009년 10월, 밀러는 2011년 초 분노의 도로의 주요 촬영이 오스트레일리아의 뉴사우스웨일스주의 브로큰힐에서 시작될 것이라고 밝혔다. 이 발표는 깁슨이 다시 맥스역으로 돌아올지 말지에 대한 추측들과 함께 오스트레일리아에서 큰 이목을 끌었다. 같은 달, 영국배우 톰 하디가 맥스 역 캐스팅에 대한 논의가 진행되었고 동시에 샤를리즈 테론이 주연 배우로 캐스팅 되었음이 알려졌다. 2010년 6월, 톰 하디는 조너산 로스의 Friday Night에서 그가 주연 역할을 맡게 되었음을 밝혔다. 같은 해 7월 밀러는 매드 맥스: 분노의 도로와 매드 맥스: 퓨리오사, 두 영화를 제작할 계획임을 밝혔다. 웨타디지털사는 2012년 개봉이 예정됐을 때 영화제작에 참여하여 영화 제작이 2010년 11월로 미뤄졌을 때까지 시각효과와 컨셉 디자인, 특수 분장과 특수 효과, 의상 제작 등을 담당했다.
2011년 11월, 예상치 못한 폭우가 사막에 야생화를 자라게 하여 영화의 배경에 적합하지 않다는 이유로 브로큰힐에서 나미비아로 촬영 장소가 옮겨졌다. 2014년 7월 샌디에이고 코믹콘 인터내셔널 인터뷰에서 밀러는 극본을 쓰기 전에 5명의 스토리보드 작가들과 함께 스토리보드 작업을 진행했다고 말했다. 이에 사용된 스토리보드 판넬 수만 약 3500개에 달하는데 이는 거의 완성된 영화의 장면 수와 맞먹는다. 밀러는 영화에서 끊임없는 추격과 상대적으로 적은 대화양으로 시각적인 수단을 통해 영화가 받아들여지길 원했다. 다시 말해 그는 영화가 자막 없이 다른 나라에서도 이해할 수 있기를 원했다.

### 촬영

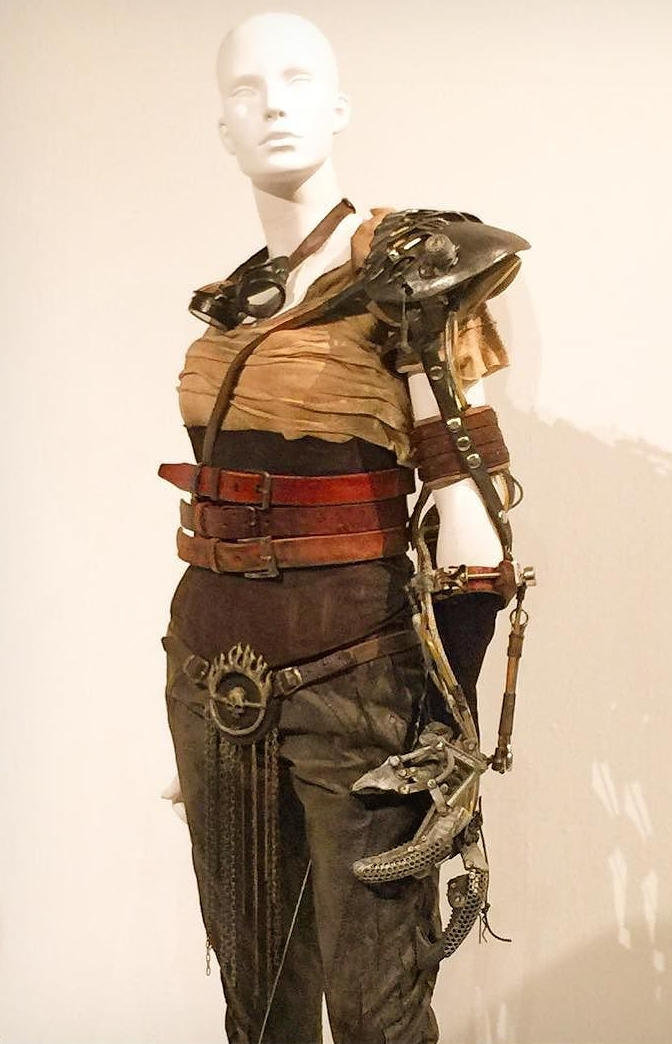
샤를리즈 테론의 배역, 퓨리오사의 코스튬

주요 촬영은 2012년 6월 26일 나미비아에서 시작되어 나미비아 뿐만 아니라 시드니의 포츠 힐과 펜리스 호수에서도 이루어졌다. 촬영은 120일동안 지속되어 2012년 12월 17일에 종료되었다. 그러나 2013년 9월, 영화가 11월에 재촬영을 하게 될 것이라고 알려졌다.
미술 디자이너인 콜린 깁슨은 영화 속에 등장하는 차량들을 디자인했고 이 차량들은 실제로도 작동했다. 차량들은 캐릭터들의 죄책감, 상실들을 포함해서 성격묘사, 세계관의 디테일과 문명의 잔해를 재활용하려 했던 그들의 시도를 보여주도록 디자인됐다. 또한 작 중에 등장하는 Doof Wagon의 기타도 실제로 연주 가능했다. 그가 등장하는 그 어떤 장면에서도 CG가 사용되지 않았다. 밀러는 영화 속 이펙트들의 90%가 실제로 촬영한 것이라고 말한다. 제 2 제작진 감독과 스턴트 감독 Guy Norris는 영화 속 전투씬의 실사촬영을 위해 태양의 서커스단 단원들과 올림픽 선수들이 포함된 150명의 스턴트맨들을 캐스팅했다.

### 편집
매드 맥스: 분노의 도로는 시각적 효과가 사용된 2000개의 장면을 포함한다. 효과를 주로 담당한 회사는 영화에 1500개 이상의 특수효과 장면을 제공한 Iloura이다. 그 외에도 Method Studios, Stereo D, 4DMax, BlackGinger, The Third Floor 그리고 Dr. D Studios가 참여했다. 밀러는 편집을 위해 그의 아내 Margaret Sixel을 채용했다, 그는 그녀의 편집이 분노의 도로를 다른 액션 영화들보다도 돋보이게 만들 수 있다고 믿었기 때문이다. Sixel은 480시간짜리의 영상을 편집해야 했고 이를 다 보는 데에 장장 세 달을 보냈다. 영화는 전체 길이에 약 2700개의 컷을 포함하는데 이는 분당 22.5개의 컷을 가지는 것과 같다. 프레임률도 또한 조정됐다. “ 매드 맥스의 50~60%는 전통적인 프레임률인 초당 24프레임으로 돌아가지 않는다. 이 영화는 24 프레임보다 낮은 프레임에서 돌아갈 것이다. 이는 조지가 그 장면에서 무엇이 일어나는지 이해하지 못해서 이해할 수 있을 때까지 속도를 늦추거나 혹은 너무 잘 이해가 돼서 줄이거나 다시 24프레임까지 속도를 높이기 때문이다. 모든 장면에 대한 그의 프레임 조정은 치밀하다.”라고 Seale은 설명했다. 대규모의 특수 효과 작업은 빛과 시간, 날씨효과 등을 포함한다. 밤의 장면은 의도적으로 과도한 노출과 색 조정으로 밝은 낮 시간에 촬영되었다. 많은 장면에서 하늘은 더욱 세밀하게 바뀌었다.
매드 맥스: 분노의 도로는 PG-13등급과 성인등급, 두 가지 버전의 시범상영을 보였는데 성인등급 버전이 관객들로부터 더 좋은 반응을 받아 워너 브라더스는 성인 등급으로 개봉을 결정했다.

### 음악
매드 맥스: 분노의 도로의 음악은 네덜란드인 작곡가 정키 XL이 작곡했다. 밀러는 정키가 영화 300: 제국의 부활에서 작업했던 음악을 들은 후 시드니에서 그를 만났다. “나는 그 만남에서 매우 영감을 얻고 작곡을 하기 시작했다. 메인 테마 곡들은 조지 밀러 감독과 처음 만남을 가진 이후 4주 동안 작곡했고 그 음악들은 이후에 단 한번도 수정되지 않았다.” 라고 그는 말했다.

## 개봉
매드 맥스: 분노의 도로는 2015년 5월 7일 로스앤젤리스 TCL 차이니즈 극장에서 진행된 월드 프리미어로 첫 상영되었다. 그 후 2015년 5월 14일 제 68회 칸 영화제 비경쟁부문에 초청되어 프랑스 칸 뤼미에르 극장에서 2D, 3D, IMAX 3D, 4DX로 상영되었다. 다음날 15일에는 극장에서의 첫 개봉을 했다. 국내에서는 14일에 개봉했다.

## 개봉 후 반응

### 흥행
미국과 캐나다에서 매드 맥스: 분노의 도로는 피치 퍼펙트2와 동시에 개봉했다. 2015년 5월 15일 3702개의 극장에 상영되어 개봉 첫날 1677만 달러의 수익을 기록했다. 이중 370만 달러는 개봉 전날 전야제에서 벌어들인 수익이다. 개봉 첫 주 주말 동안 북미 전역에서 4540만 달러를 벌어들여 6920만을 기록한 피치 퍼펙트2의 뒤를 이어 2위로 데뷔했다. 평가는 매드 맥스의 평가가 압도적으로 우위에 있지만 피치 퍼펙트2의 평가도 나쁘지 않은 데다가 매드 맥스가 북미에서 성인 등급을 받았기 때문에 한계가 있을 수 밖에 없었다.
5월 14일 해외 48개국의 12000개의 상영관에서 개봉하여 첫날 1040만 달러를 벌어들였다. 15일에는 추가로 20개국 확대 개봉하여 68개국 16700개의 극장에서 1420만 달러를 벌어 이틀 동안 총 2460만 달러의 수익을 기록한다. 5월 17일 일요일에는 68개국 16900개에 상영관에서 910만번 이상의 상영으로 개봉 첫 주 총 6500만 달러를 기록해 어벤저스: 에이지 오브 울트론에 이어 박스 오피스 2위를 기록한다.
북미에서는 9월 24일로 133일간의 상영을 끝마쳤다. 매드 맥스: 분노의 도로의 북미 최종 누적 매출액은 북미 1억 5360만 달러, 해외 매출액은 2억 2220만 달러의 수익을 기록하여 제작비가 1억5천 달러가 들어간 것에 비하여 전세계적으로 총 3억 7580만 달러의 큰 흥행수익을 기록했다.

### 비평
리뷰 종합 웹사이트 로튼 토마토에서 매드 맥스: 분노의 도로는 리뷰 303개를 바탕으로 97%의 지지율과 평점 10점만점에 8.7점을 받았다. 또한 로튼토마토에서 선정한 2015년 최고의 영화 중 1위를 기록하고 있다. 메타크리틱에서는 매드맥스: 분노의 도로가 47개의 비평을 바탕으로 100점 만점에 89점을 기록해 일반적으로 환호를 받았음을 나타냈다. 일부 비평가들은 매드맥스: 분노의 질주를 현존하는 액션 영화 중 가장 최고의 작품이라고 평가한다. 국내에서도 상당한 호평을 받았다. 듀나는 시리즈 최고 영화라며 트윗을 작성, 이후 리뷰에 별 4개 만점을 주었고 이동진 평론가도 액션 영화계의 길이 남을 명작이 탄생했다고 평가했다.
이 외에도 각종 언론과 비평가들로부터 최고의 평가를 받았다. 데일리 텔레그래프의 Robbie Collin은 이 영화에 별점 5개 만점을 주고 영화를 ”eruption of craziness 광기의 분출”이라 평가하며 영화의 연기,시나리오, 연출, 스턴트, 유머 그리고 감독에 대하여 찬사를 보냈다. 가디언지의 Peter Bradshaw는 별점 5점 만점에 4개를 주며 “조지 밀러는 그의 매드 맥스 시리즈를 종말 후 사막에서 벌어지는 추격 액션스릴러로 완벽하게 부활시켰다.”라고 말했다. IGN 리뷰어 Scott Collura는 10점만점에 9.2점을 주며 말하길 “최고의 스턴트와 독특한 등장인물, 디자인 전부 이 영화에 매우 중요하다. 그러나 다른 무엇보다 더 중요한 것은 이 영화가 단순한 액션 영화 그 이상의 무언가가 되기 위해 노력하는 부분이며 이것이 가장 인상 깊었다.”라고 말했다.
이 영화는 또한 퓨리오사의 역할과 다섯명의 아내들이 총을 들고 다니는 것 같은 이례적인 여성들의 모습으로 여러 단체의 페미니스트들로부터도 찬사를 받았다.

## 수상
- 전미 비평가협회 최우수 작품상
- 국제비평가협회 최우수 작품상
- 아카데미 편집상
- 아카데미 의상상
- 아카데미 분장상
- 아카데미 음향편집상
- 아카데미 음향효과상
- 아카데미 미술상

## 속편
2015년 3월 에스콰이어 잡지와의 인터뷰에서, 톰 하디는 분노의 도로 이후 매드맥스 시리즈 3편을 더 계약했음을 밝혔다. 2015년 10월 밀러는 디지털 스파이와의 인터뷰에서 밝히길, 속편에 퓨리오사는 나오지 않을 것이며 속편 가제는 매드맥스:더 웨이스트랜드(Mad Max: the Wasteland)로 결정되었음을 명확히 했다.